# Vista Alegre, Chiapas
Vista Alegre är en ort i Mexiko.   Den ligger i kommunen Montecristo de Guerrero och delstaten Chiapas, i den sydöstra delen av landet, 800 km sydost om huvudstaden Mexico City. Vista Alegre ligger 1 270 meter över havet och antalet invånare är 152.
Terrängen runt Vista Alegre är kuperad norrut, men söderut är den bergig. Runt Vista Alegre är det ganska glesbefolkat, med 28 invånare per kvadratkilometer. Närmaste större samhälle är Nueva Palestina, 18,3 km norr om Vista Alegre. I omgivningarna runt Vista Alegre växer i huvudsak städsegrön lövskog.